# Frances Abington
Frances "Fanny" Abington (Londen, 1737 - aldaar, 4 maart 1815) was een Engelse actrice en stijlicoon in de Londense modewereld.

## Biografie
Frances Abington werd in Londen geboren als Frances Barton of Frances "Fanny" Barton, als dochter van een privé-soldaat. Ze begon haar carrière als bloemenmeisje en straatzangeres. Het gerucht ging ook dat ze op twaalfjarige leeftijd Shakespeare voordroeg in tavernes en een korte periode prostituee was om haar familie te helpen met financiële problemen. Later werd ze dienstbode bij een Franse hoedenmaker. In die tijd leerde ze veel over kledij en leerde ze ook Frans. Haar vroege bijnaam, Nosegay Fan, stamt uit haar tijd als bloemenmeisje. Haar eerste optreden op het podium was in het Haymarket-theater in 1755 als Miranda in Busybody., een toneelstuk van Susanna Centlivre.
In 1755 werd ze aanbevolen door Samuel Foote en trad ze toe tot het Drury Lane-theatergezelschap, hoewel ze werd overschaduwd door Hannah Pritchard en Kitty Clive. Haar eerste succes boekte ze in Ierland als Lady Townley in The Provoked Husband van Vanbrugh en Cibber. Pas na vijf jaar, op dringende uitnodiging van David Garrick, keerde ze terug naar Drury Lane. In 1759, na een ongelukkig huwelijk met haar muziekleraar, James Abington, werd ze op de affiches vermeld als "Mrs. Abington". Ze bleef achttien jaar in Drury Lane en was de eerste actrice die meer dan 30 belangrijke personages speelde.
Haar Shakespeare-rollen (Beatrice, Portia, Desdemona en Ophelia) waren niet minder succesvol dan haar komische rollen zoals Miss Hoyden, Biddy Tipkin, Lucy Lockit en Miss Prue. Haar rol als Kitty in High Life Below Stairs plaatste haar in hoog aanzien in de rang van komische actrices, waardoor de mobcap die ze droeg in die rol de heersende mode werd. Het werd al snel de "Abington Cap" genoemd, zowel op het podium als in hoedenwinkels in Ierland en Engeland. Abington werd al snel bekend om haar avant-gardistische mode en bedacht zelfs een manier om haar vrouwelijk figuur groter te laten lijken door een hoge hoed te dragen, een ziggurat genaamd, compleet met lange veren, en volgens de Franse gewoonte rood poeder op haar haar te doen. 
Het was als het laatste personage Miss Prue in Congreve's Love for Love dat Sir Joshua Reynolds de bekendste van zijn zes of meer portretten van haar schilderde. In 1782 verliet ze Drury Lane voor Covent Garden. Na een afwezigheid van het podium van 1790 tot 1797, verscheen ze weer en stopte uiteindelijk in 1799.

## Trivia
In 1994 werd een inslagkrater op de planeet Venus naar haar vernoemd.
- Biblioteca Nacional de España: XX5427384
- Bibliothèque nationale de France: cb16295911j (data)
- Gemeinsame Normdatei: 1028924496
- International Standard Name Identifier: 0000 0000 5467 8774
- Library of Congress Control Number: nr2001011606
- SNAC: w6dn6fb7
- Système universitaire de documentation: 200672134
- Virtual International Authority File: 49153847
- WorldCat: E39PBJfX6YcrQGyR8pfDHyXfMP